# 1134 Kepler
1134 Kepler là một tiểu hành tinh vành đai chính. Nó được phát hiện bởi Max Wolf ngày 25 tháng 9 năm 1929. Tên ban đầu của nó là 1929 SA. Nó được đặt theo tên Johannes Kepler.